# سرو تونان
سرو تونان (به اسپانیایی: Cerro Tenán) یک کوه در هندوراس است که در استان کوپان واقع شده‌است.سرو تونان ۱٬۱۳۷ متر بالاتر از سطح دریا واقع شده‌است.